# Friedrich Kreis
Friedrich Kreis (* 19. Februar 1893 in Mannheim; † 31. März 1942 in Tübingen) war ein deutscher Philosoph und Bibliothekar.

## Wirken
Friedrich Kreis studierte Philosophie, Sanskrit, Vergleichende Sprachwissenschaft und Neuere Literaturgeschichte an der Universität Heidelberg und promovierte dort 1922 bei dem Philosophen Heinrich Rickert. Während seines Kriegsdienstes (1914 bis 1918) im Ersten Weltkrieg war er verwundet worden. Nachdem er einige Zeit als Privatgelehrter gelebt hatte, habilitierte er sich 1934 für Philosophie an der Eberhard-Karls-Universität Tübingen. Aus politischen Gründen wurde ihm jedoch vom württembergischen Kultminister Christian Mergenthaler die Lehrbefugnis (Venia Legendi) und eine mögliche Nachfolge für den zwangsweise emeritierten Traugott Konstantin Oesterreich verweigert. Daher trat er 1934 als Bibliotheksreferendar an der Universitätsbibliothek Tübingen in die Ausbildung für den höheren Bibliotheksdienst ein und setzte die Ausbildung im Folgejahr an der Preußischen Staatsbibliothek in Berlin fort, wo er 1936 die Fachprüfung ablegte. Bis zu seinem frühen Tod im Jahr 1942 war er dann als Fachreferent an der Universitätsbibliothek Tübingen tätig.
Als Schüler von Heinrich Rickert war Friedrich Kreis als Philosoph ein Vertreter des Neukantianismus und der Wertphilosophie.

## Veröffentlichungen
- Die Begrenzung von Epos und Drama in der Theorie Otto Ludwigs. In: Zeitschrift für Ästhetik und allgemeine Kunstwissenschaft, Bd. 14 (1920), S. 288–296.
- Die Autonomie des Ästhetischen in der neueren Philosophie. Mohr, Tübingen 1922 (Dissertation Universität Heidelberg).
- Zu Lasks Logik der Philosophie. In: Logos. Zeitschrift für systematische Philosophie, Bd. 10 (1921/22), S. 227–250.
- Die Lehre des Protagoras und ihre Darstellung in Platons Theätet. In: Archiv für Geschichte der Philosophie, Bd. 35 (1923), H. 1–2, S. 43–49.
- Über die Möglichkeit einer Ästhetik vom Standpunkt der Wertphilosophie. In: Zeitschrift für Ästhetik und allgemeine Kunstwissenschaft, Bd. 19 (1925), S. 42–51.
- Zur Philosophie der Sprache. In: Kant-Studien, Bd. 32 (1927 a), S. 281–289.
- Der kunstgeschichtliche Gegenstand. Ein Beitrag zur Deutung des Stilbegriffes. Enke, Stuttgart 1928.
- Phänomenologie und Kritizismus (= Heidelberger Abhandlungen zur Philosophie und ihrer Geschichte, Bd. 15). Mohr, Tübingen 1930.
- Die Idee der formalen Bildung und ihre philosophischen Voraussetzungen. In: Die pädagogische Hochschule, Bd. 3 (1931), H. 2, S. 69–88.
- Wilhelm v. Humboldt und die Bibliotheken. In: Zentralblatt für Bibliothekswesen, Bd. 53 (1936), S. 196–209.
- Hegels Interpretation der indischen Geisteswelt. In: Zeitschrift für Deutsche Kulturphilosophie, Bd. 7 (1941), H. 2, S. 133–145.
- (mit Friedrich Hess und Wolfgang Binder): German Bestelmeyer. In: Die Kunst im Dritten Reich. Ausgabe B, Jg. 1942, S. 185–199.